# Polling, Mühldorf
Polling là một đô thị thuộc huyện Mühldorf bang Bayern nước Đức